# Національний природний парк «Холодний Яр»
Національний природний парк «Холодний Яр» — природоохоронна територія у Черкаському районі Черкаської області.

## Історія
Створено указом президента України від 1 січня 2022 року.

## Опис
До території національного природного парку включено 6 833,5071 гектара земель державної власності, що надаються йому в постійне користування, а саме: 6 829,5 гектара земель, що вилучаються у державного підприємства «Кам'янське лісове господарство», та 4,0071 гектара земель Черкаської обласної державної адміністрації.

## Об'єкти охорони
Метою створення національного природного парку «Холодний Яр» є збереження унікальних природних та історико-культурних комплексів та упорядкування туристично-рекреаційної діяльності на зазначеній території.
Пропонована до заповідання територія включає близько 150 цінних природних, історичних, археологічних, культурних об'єктів, що потребують застосування цілісного підходу щодо їх збереження, охорони та використання основаного на результатах наукових дослідженнях.
За результатами попередніх обстежень на ділянках, пропонованих для заповідання зафіксовано зростання 467 видів судинних рослин, 215 видів грибів, перебування 32 видів ссавців, 143 видів птахів та значної кількості видів безхребетних. Серед них трапляються багато видів, що занесені до Червоної книги України, Зеленої книги України та охороняються відповідно інших міжнародних договорів.
Особливої уваги заслуговують популяції підсніжника складчастого, цибулі ведмежої, бруслини карликової, булатки довголистої, тюльпана дібровного, любки дволистої, гніздівки звичайної та ін.

### Поглинуті території природно-заповідного фонду
Нерідко, оголошенню національного парку або заповідника передує створення одного або кількох об'єктів природно-заповідного фонду місцевого значення. В результаті, великий НПП фактично поглинає раніше створені ПЗФ. Проте їхній статус зазвичай зберігають.
До складу території національного природного парку входять 11 об'єктів природно-заповідного фонду місцевого значення та 1 загальнодержавного значення, загальною площею 1464,02 га:
- комплексна пам'ятка природи загальнодержавного значення «Холодний Яр», площею 1 039 га;
- заповідне урочище «Атаманський парк», площею 397 га;
- ботанічний заказник місцевого значення «Грушківський», площею 1,6 га;
- гідрологічна пам'ятка природи місцевого значення «Маляреве», площею 4,1 га;
- ботанічний заказник місцевого значення «Білосніжний», площею 1,5 га;
- ботанічний заказник місцевого значення «Зубівський», площею 0,2 га;
- ботанічний заказник місцевого значення «Оля», площею 0,1 га;
- ботанічний заказник місцевого значення «Тюльпан дібровний», площею 4,5 га;
- ботанічна пам'ятка природи місцевого значення «Сквер учасників партизанського руху», площею 0,5 га;
- ботанічний заказник місцевого значення «Землянки», площею 4,0 га;
- ботанічний заказник місцевого значення «Гульбище», площею 10,0 га;
- ботанічний заказник місцевого значення «Касьянове», площею 1,5 га.

## Галерея

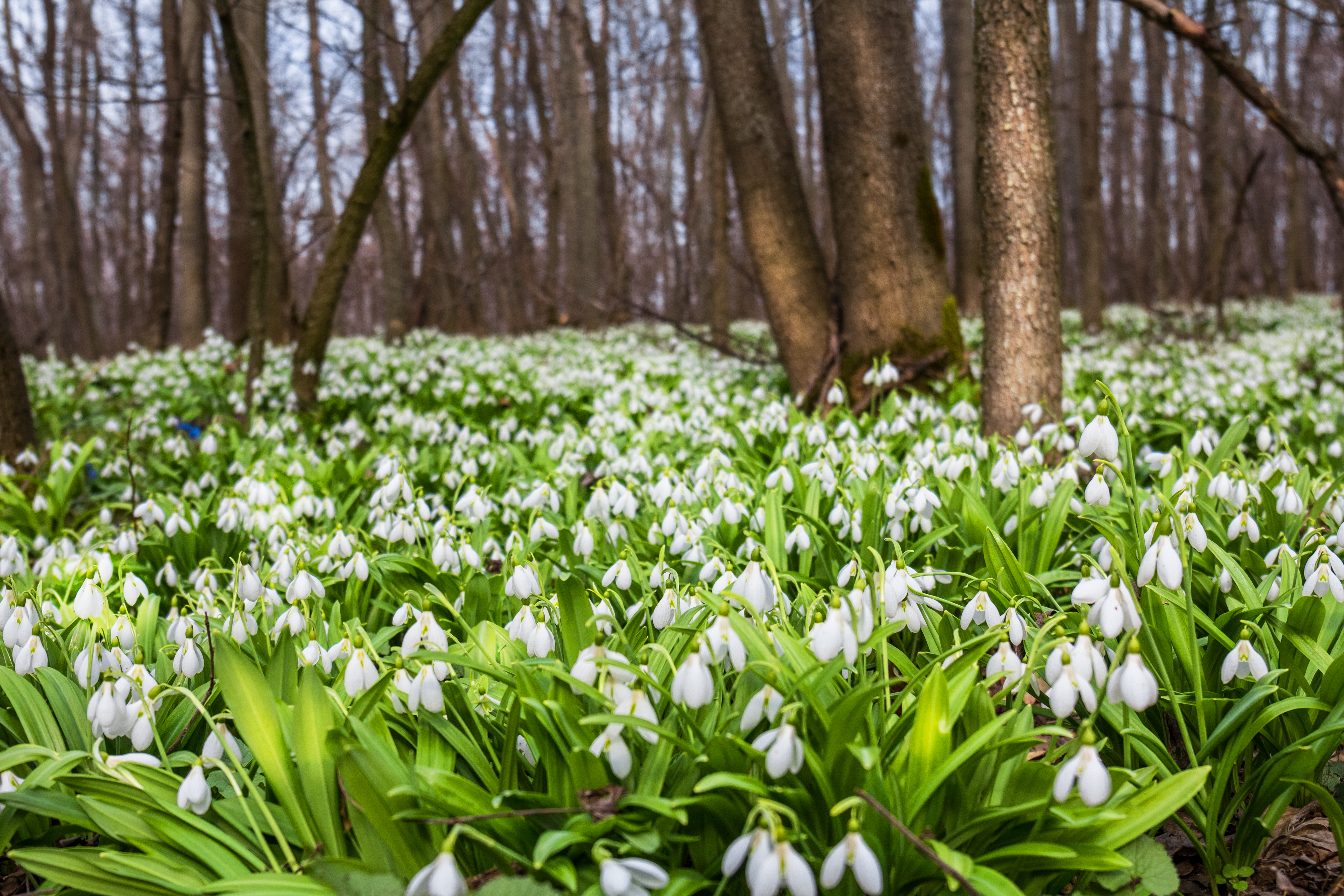
Підсніжник складчастий у заказнику «Білосніжний»
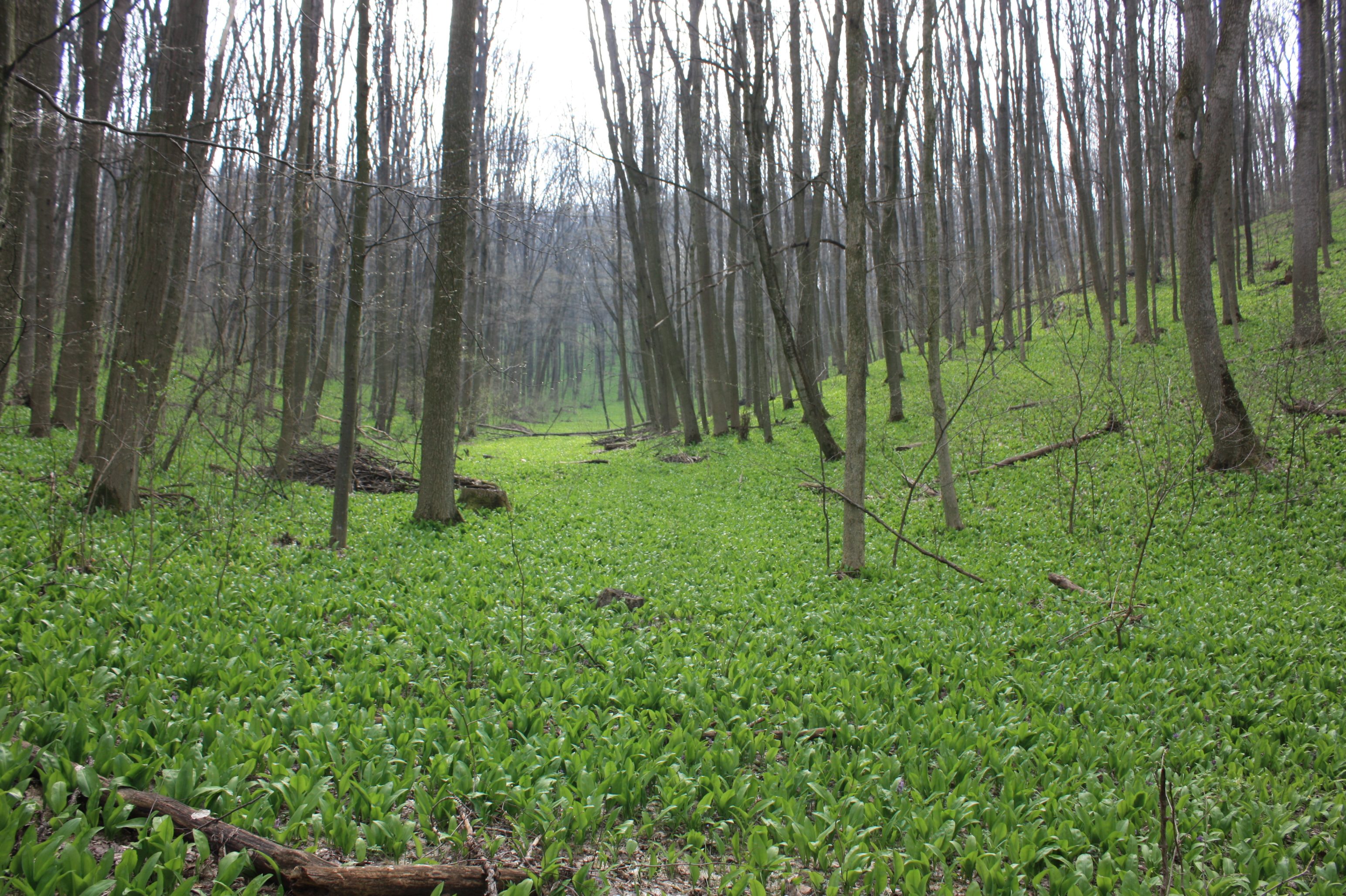
Цибуля ведмежа в Холодному Яру
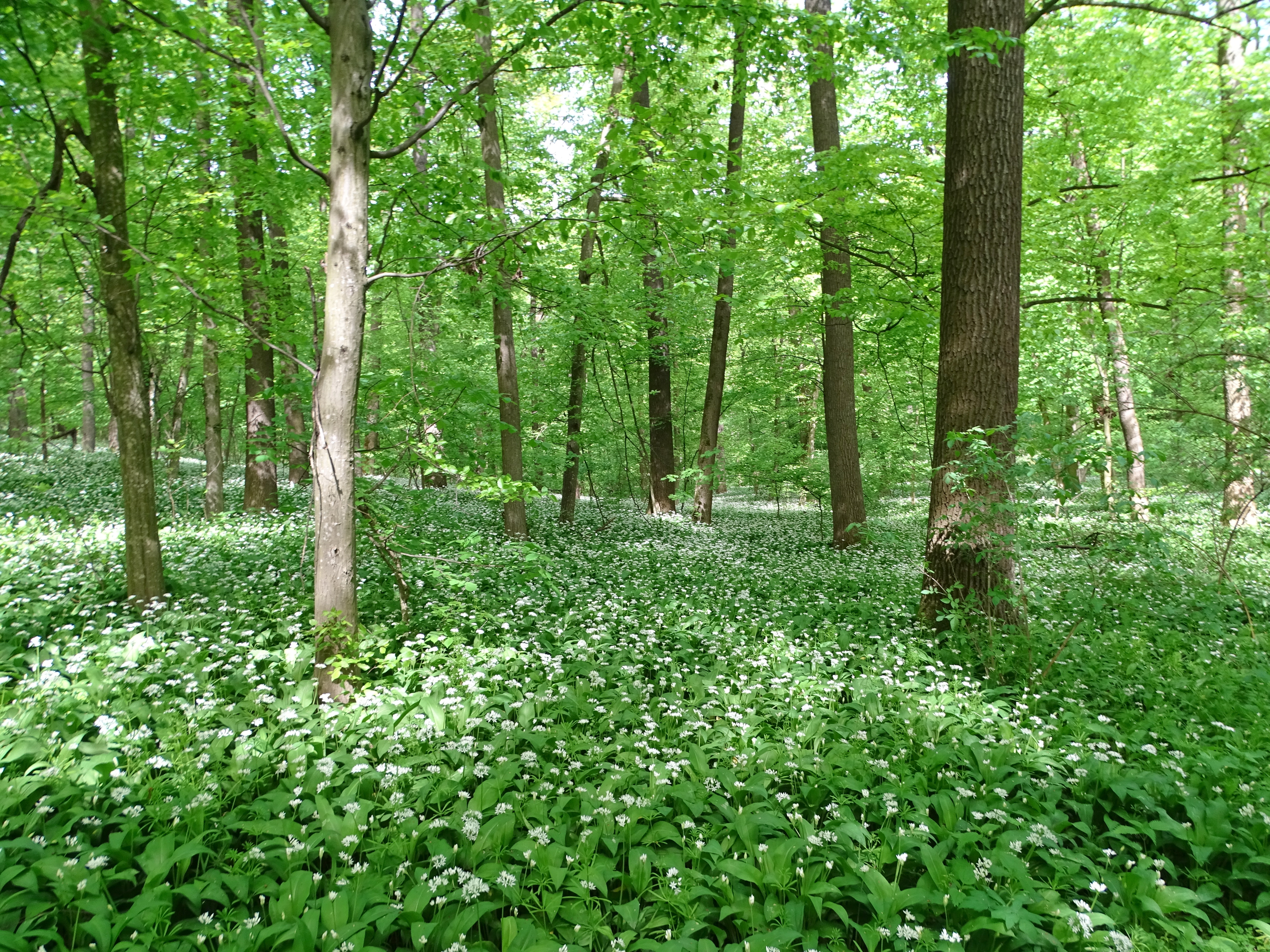
Цибуля ведмежа в Холодному Яру
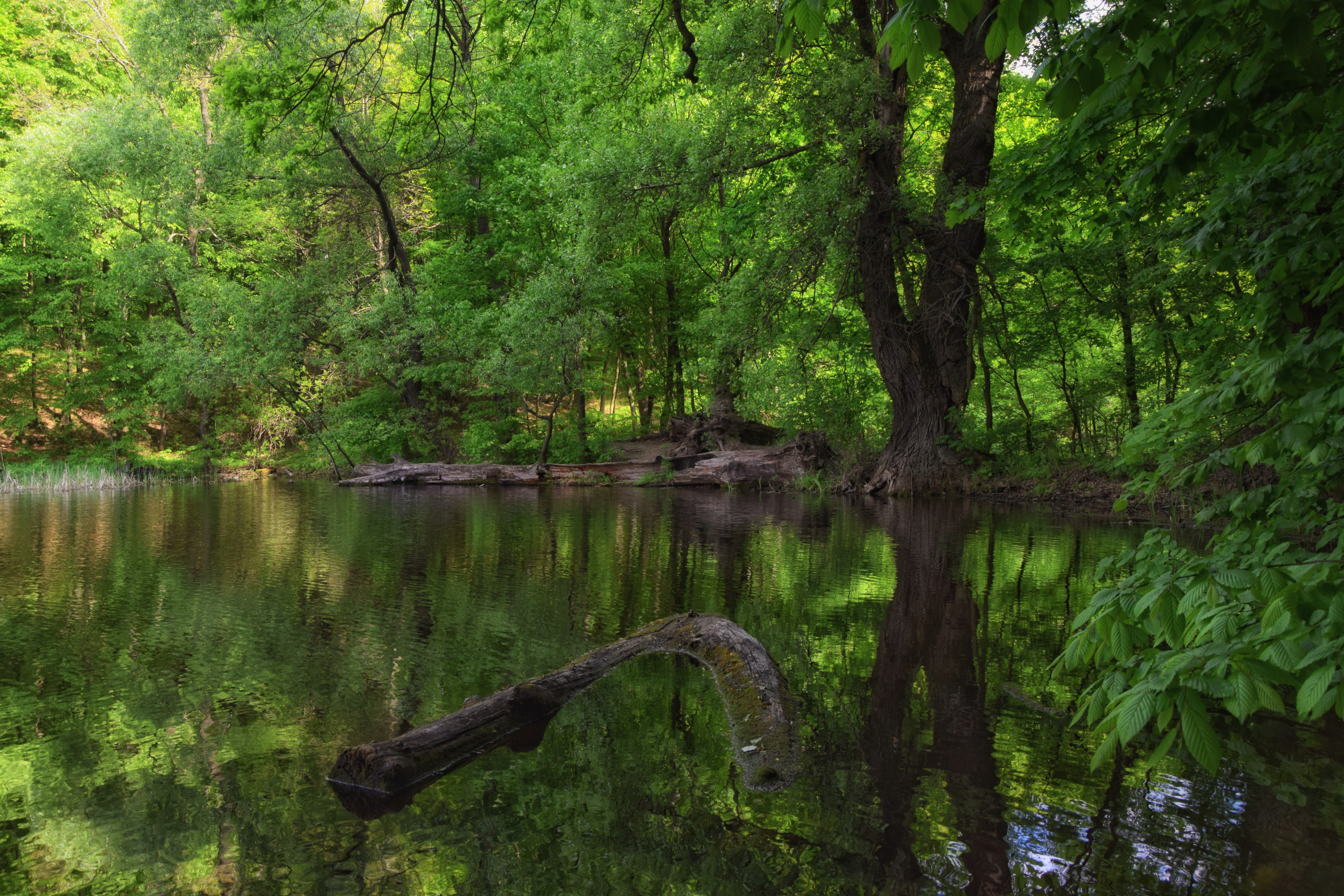
Лісове озеро в Атаманському парку
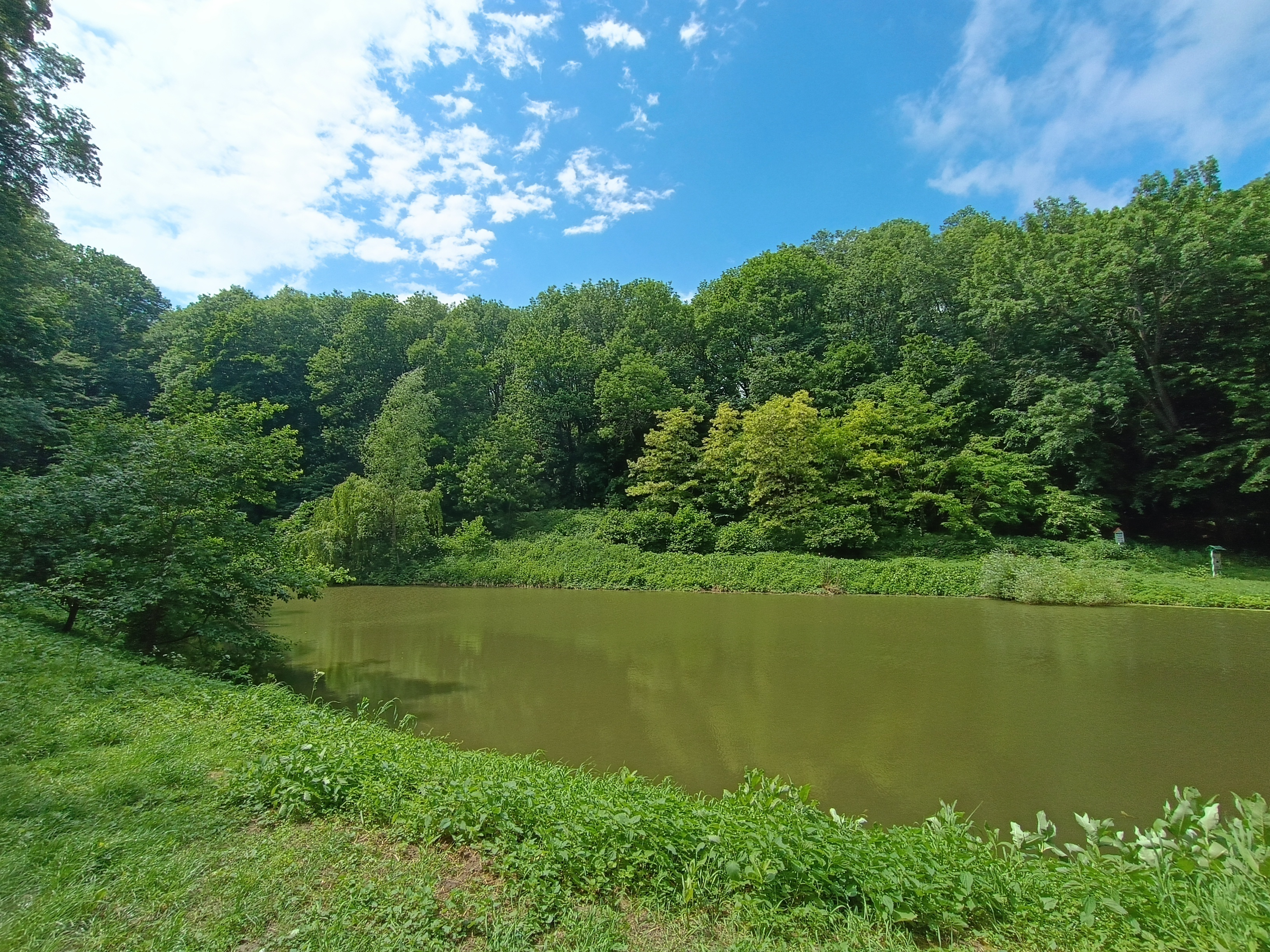
Гайдамацький став